# Luigi Sartor
Luigi Sartor (ur. 30 stycznia 1975 w Treviso) – piłkarz włoski grający na pozycji prawego obrońcy.

## Kariera klubowa
Sartor jest wychowankiem zespołu Calcio Padova. Występował tam tylko w drużynach juniorskich i w młodym wieku trafił do drużyny Juventusu. W Serie A zadebiutował 6 grudnia 1992 w przegranym 0:2 wyjazdowym spotkaniu z Fiorentiną. Debiut nie był jednak udany, gdyż Sartor strzelił samobójczego gola swojemu bramkarzowi Angelo Peruzziemu. W Juve rozegrał tylko jedno spotkanie i w 1993 roku przeszedł do Reggiany, w której także grał w małej liczbie meczów. W 1994 roku Sartor został piłkarzem Vicenzy Calcio. Tam grał w podstawowej jedenastce i na koniec sezonu awansował do Serie A. W 1997 roku zdobył Puchar Włoch.
Latem 1997 Sartor przeszedł do silniejszego Interu Mediolan. Tam także grał w pierwszym składzie i odniósł swój kolejny sukces w karierze - zdobył Puchar UEFA (w finale z S.S. Lazio zagrał od 72. minuty). Już po roku Luigi zmienił barwy klubowe i trafił do Parmy. W 1999 roku po raz drugi w ciągu dwóch lat sięgnął po Puchar UEFA (nie wystąpił w wygranym 3:0 finale z Olympique Marsylia). W Parmie występował przez cztery lata, ale w większości meczów był zawodnikiem rezerwowym. Latem 2002 podpisał kontrakt z Romą, ale miał problemy z wywalczeniem miejsca w składzie i w sezonie 2003/2004 wypożyczono go do Ancony Calcio, z którą spadł do Serie B, a w sezonie 2004/2005 do Genoi. Latem 2005 Sartor wyjechał na Węgry i zaliczył 7 występów w FC Sopron, w którym grywał wraz z rodakiem Giuseppe Signorim. Sezon 2006/2007 spędził w drugoligowym Hellas Werona.
| Sezon   | Klub               | Kraj   | Rozgrywki    | Mecze | Bramki |
| ------- | ------------------ | ------ | ------------ | ----- | ------ |
| 1992/93 | Juventus F.C.      | Włochy | Serie A      | 1     | 0      |
| 1993/94 | A.C. Reggiana 1919 | Włochy | Serie A      | 5     | 0      |
| 1994/95 | Vicenza Calcio     | Włochy | Serie B      | 23    | 2      |
| 1995/96 | Vicenza Calcio     | Włochy | Serie A      | 15    | 0      |
| 1996/97 | Vicenza Calcio     | Włochy | Serie A      | 26    | 0      |
| 1997/98 | Inter Mediolan     | Włochy | Serie A      | 23    | 1      |
| 1998/99 | AC Parma           | Włochy | Serie A      | 13    | 0      |
| 1999/00 | AC Parma           | Włochy | Serie A      | 16    | 0      |
| 2000/01 | AC Parma           | Włochy | Serie A      | 29    | 0      |
| 2001/02 | AC Parma           | Włochy | Serie A      | 19    | 0      |
| 2002/03 | AS Roma            | Włochy | Serie A      | 12    | 0      |
| 2003/04 | Ancona Calcio      | Włochy | Serie A      | 9     | 0      |
| 2004/05 | AS Roma            | Włochy | Serie A      | 7     | 0      |
| 2004/05 | Genoa CFC          | Włochy | Serie B      | 9     | 0      |
| 2005/06 | AS Roma            | Włochy | Serie A      | 0     | 0      |
| 2005/06 | FC Sopron          | Węgry  | Soproni Liga | 7     | 0      |
| 2006/07 | Hellas Werona      | Włochy | Serie B      | 7     | 0      |

## Kariera reprezentacyjna
W 1996 roku Sartor wystąpił wraz z reprezentacją Włoch U-21 na Mistrzostwach Europy U-21. Z imprezy tej przywiózł złoty medal. Wcześniej zaliczył 5 występów w kadrze U-17, a w U-21 zagrał 10 razy. W pierwszej reprezentacji zadebiutował 28 stycznia 1998 w wygranym 3:1 towarzyskim meczu z Paragwajem. W „Squadra Azzurra” zagrał łącznie we 2 spotkaniach.